# 倉敷化工
倉敷化工株式会社は、岡山県倉敷市に本社を置く日本の自動車・産業用ゴム部品の製造・販売を行う会社。

## 沿革
- 1964年（昭和39年） - 設立（資本金1,000万円）。工場落成。
- 1968年（昭和43年） - 資本金を4,000万円に増資。
- 1972年（昭和47年） - 自動車部品事業部と産業機器事業部の二事業部体制発足。
- 1976年（昭和51年） - 資本金を4,800万円に増資。
- 1977年（昭和52年） - 資本金を7,200万円に増資。
- 1984年（昭和59年） - CAD/CAMシステム導入。
- 2000年（平成12年） - 三軸エラストマー試験機導入。
- 2003年（平成15年） - 倉敷化工（大連）有限公司を中国に設立。
- 2006年（平成18年） - 資本金を3億960万円に増資。

## コマーシャル
1970年代には、社員が上半身裸で走る「倉敷化工の男たち」が放送されており、岡山県民の間では、現在でも語り継がれる伝説のCMとなっている。現在は、2008年より羅衣夜を起用したCMを放送している。このCMは、第48回ACC CMフェスティバルで、地域テレビファイナリストを受賞している。